# エグペルス (ピュイ＝ド＝ドーム県)
エグペルス（仏: Aigueperse）は、フランス、オーヴェルニュ＝ローヌ＝アルプ地域圏、ピュイ＝ド＝ドーム県のコミューン。

## 地理
エグペルスは、リマニュ地方の平野、県北部に位置する。直線距離でリオンの北北東16.7km、クレルモン＝フェランの北北東28.7kmにある。しかしアリエ県のガナとは8.6kmしか離れていない。

## 交通
コミューンにはかつての国道9号線である、県道2019号線が交差している。県道2019号線と旧県道449号線のバイパスはコミューン東側にある。この道路はどちらもムーラン-ガナ-クレルモン＝フェランにつながる軸となっている。他の県道もコミューンを通過する。北西のシャテュザから南東のテュレをつなぐ県道12号線、モンパンシエとサルドンをつなぐ県道51号線、ヴァンサへ向かう県道439号線、サン・ミオンからコンブロンドへ向かう県道985号線である。
鉄道は、サン・ジェルマン・デ・フォッセ-ニーム-クルブサック路線がコミューンを通過する。クレルモン＝フェラン-ガナ-モンリュソン間を走るTERオーヴェルニュの停車駅が、エグペルス駅である。

## 歴史

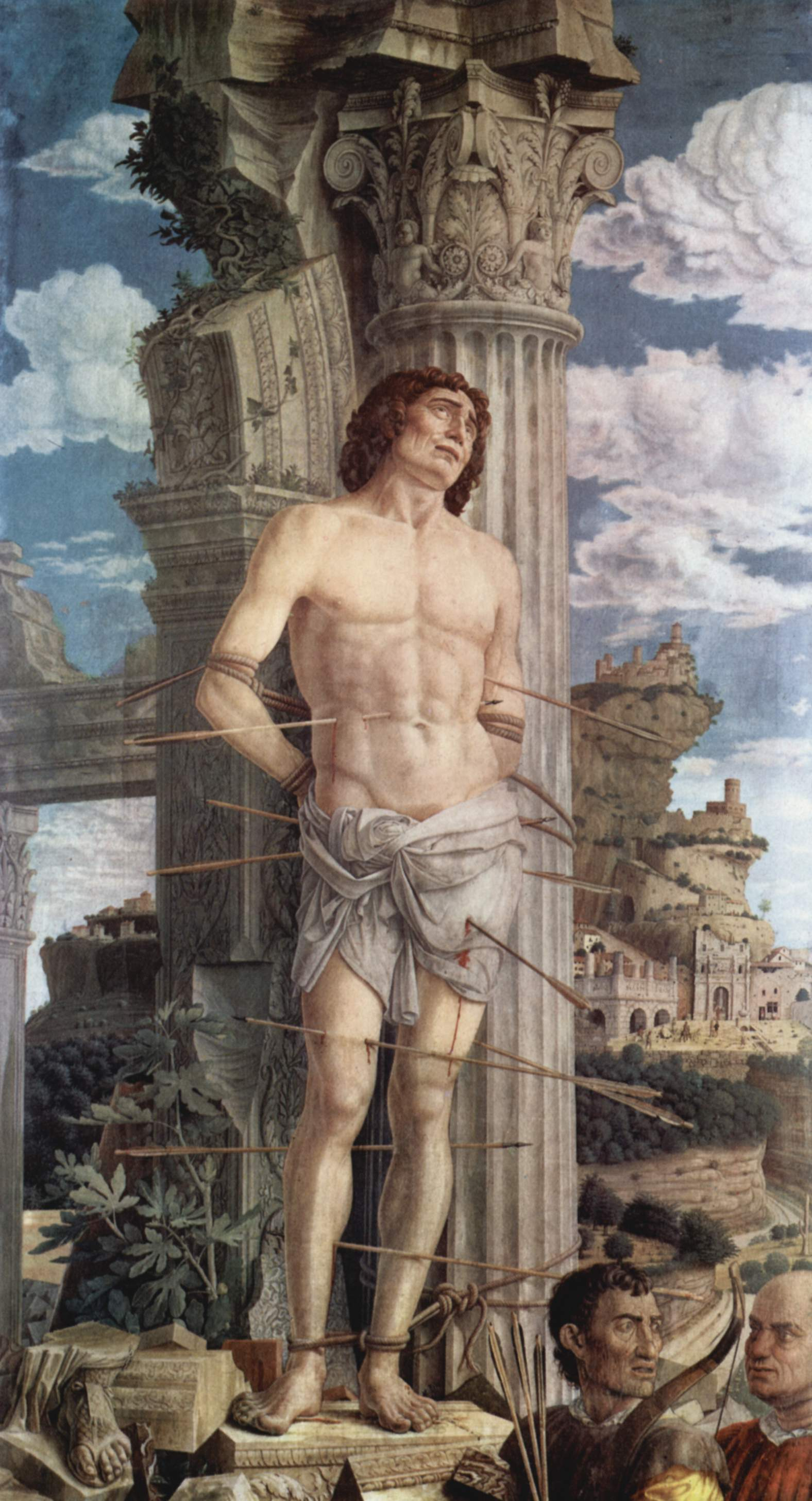
アンドレア・マンテーニャ、聖セバスチャンの殉教

ローマ時代、町はアクアエ・スパルセ（Aquae Sparsæ、ふりかかる水）と呼ばれていた。
エグペルスは、モンパンシエ伯領の中心地だった。町はオーヴェルニュの13箇所の有力都市の1つであり、1440年に起きたプラゲリーの乱（fr、シャルル7世に対して貴族たちが起こした反乱）の際には、反乱勢力に対し町の門を開けることを拒否し、シャルル7世王の駐屯地となった。支援を受けられなかった反乱勢力は、その後キュセ条約を交渉することを余儀なくされている。
1465年5月1日、反ルイ11世を掲げ封建貴族たちで結成されたビアン・ピュブリック同盟征伐の折、ルイ11世は王権に対するエグペルスの忠誠に感謝してコミューンとブルジョワ階級たちに書面で特権を授与した。
モンパンシエ伯ジルベールは、1481年2月25日、マントヴァのサン・ピエトロ大聖堂でクレール・ド・ゴンザーグ（マントヴァ侯フェデリーコ1世の娘）と結婚した。『エグペルスの聖セバスチャン』と呼ばれていたマンテーニャの絵画作品は、おそらく1481年にクレールの持参金の一部としてエグペルスに持ち込まれたと見られる。この絵は1910年にルーヴル美術館へ売却された。
フランス革命後の国民公会時代、コミューンはモンプラトル（Montplâtre）と呼ばれていた。

## 人口統計
| 1962年 | 1968年 | 1975年 | 1982年 | 1990年 | 1999年 | 2006年 | 2012年 |
| ------ | ------ | ------ | ------ | ------ | ------ | ------ | ------ |
| 2017   | 2273   | 2680   | 2734   | 2534   | 2504   | 2521   | 2630   |

source=1999年までLdh/EHESS/Cassini、2004年以降INSEE

## 史跡
- サント・シャペル - 15世紀。今は失われてしまった城付属の礼拝堂
- ノートルダム教会 - 12世紀から13世紀。18世紀に再建され、19世紀にはゴシック様式で復元された。
- キリストの降誕 - ベネデット・ギルランダイオ画。1490年、モンパンシエ伯ジルベールのために描かれた。

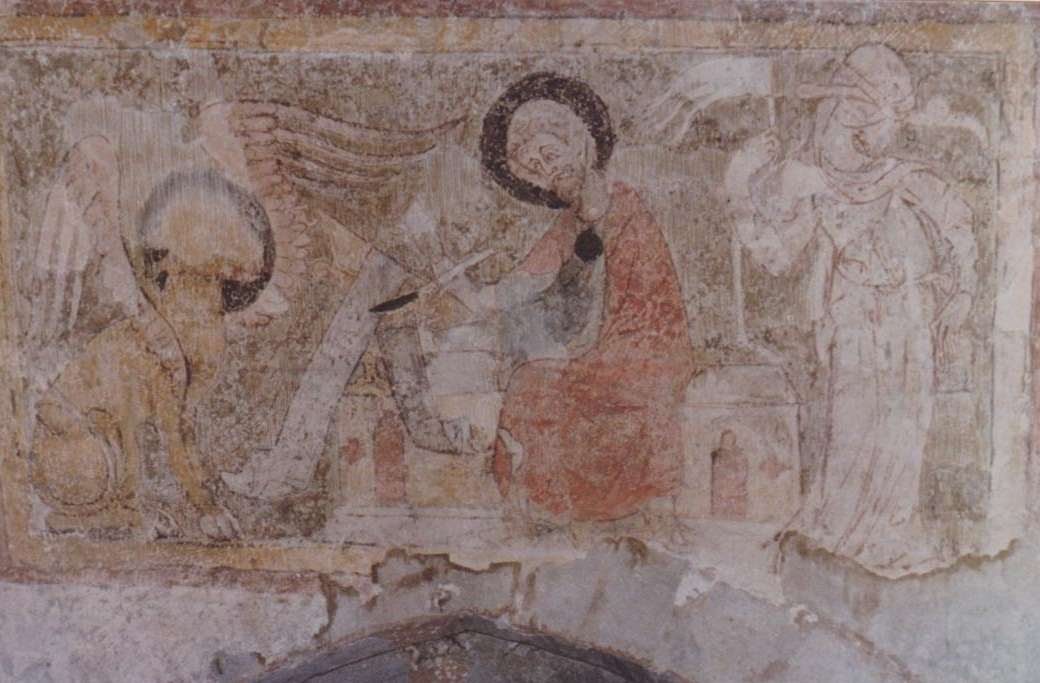
ノートルダム教会のフレスコ画
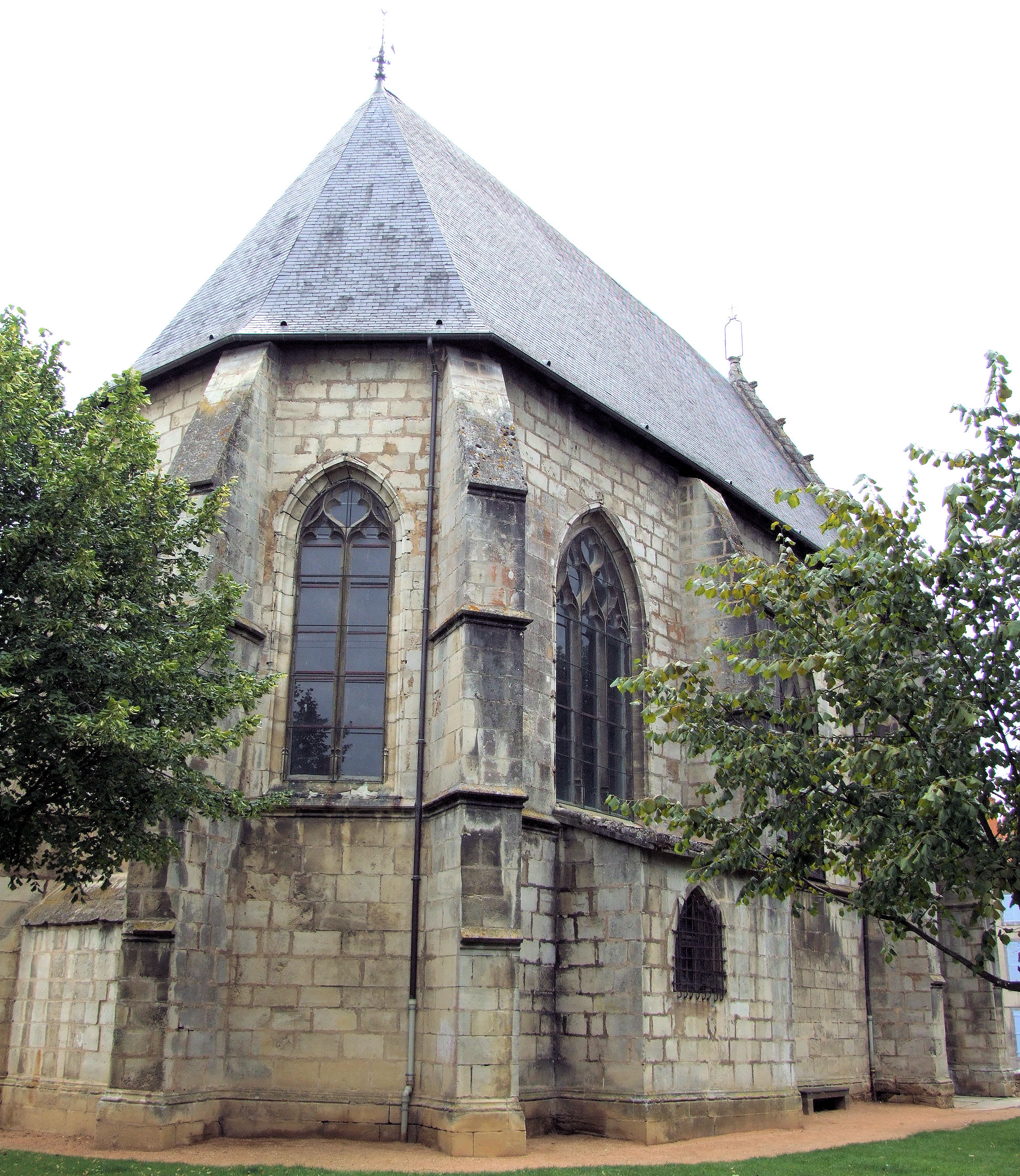
サント・シャペルのシュヴェ

## 姉妹都市
- アルシュテット、ドイツ

### 参照
1. ↑  Le mariage eut lieu par procuration ; Gilbert était représenté par ses envoyés, Guillaume Coiffier, son trésorier, et Jean de Tersac, seigneur de Ligonne. La veille avait été signé le contrat de mariage prévoyant une riche dot. Cf. Laurent Vissière, loc. cit., p. 163 et 166.